# Gerard III (hrabia Jülich)
Gerard III (zm. ok. 1128) – hrabia w okręgu Jülich od 1081.

## Życiorys
Gerard był synem i następcą hrabiego w okręgu Jülich Gerarda II. Był wasalem palatynów Lotaryngii i skorzystał ich z ich wygaśnięcia w 1085, aby powiększyć swoje władztwo. Położył zręby pod przyszłe księstwo hrabiów Jülich i zapoczątkował ich spory z arcybiskupami Kolonii. 
Nie znamy imienia żony Gerarda. Miał dwóch synów: swego następcę jako hrabiego Gerarda IV oraz biskupa Liège Aleksandra.